# تلنا
شهر تلنا (به مجاری: Tolna) در تولنا در کشور مجارستان واقع شده‌است. جمعیت این شهر ۱۱٫۸۴۹ نفر است.